# سادي أما
سادي أما (بالإنجليزية: Sadie Ama)‏ هي مغنية وكاتبة غنائية بريطانية، ولدت في 19 أغسطس 1987 في بادنغتون في المملكة المتحدة.

## وصلات خارجية
- سادي أما على موقع ميوزك برينز (الإنجليزية)
- سادي أما على موقع أول ميوزيك (الإنجليزية)
- سادي أما على موقع ديسكوغز (الإنجليزية)